# Пиковец (Черкасская область)
Пиковец (укр. Піківець) — село в Уманском районе Черкасской области Украины.

## Население
Население по переписи 2001 года составляло 751 человек.

### Языковой состав
Родной язык населения по данным переписи 2001 года:
| Язык       | Численность, чел. | Доля     |
| ---------- | ----------------- | -------- |
| Украинский | 719               | 95,74 %  |
| Русский    | 29                | 3,86 %   |
| Другое     | 3                 | 0,40 %   |
| Итого      | 751               | 100,00 % |

## История
В июле 1995 года Кабинет министров Украины утвердил решение о приватизации находившегося здесь совхоза.

## Местный совет
20392, Черкасская обл., Уманский р-н, с. Пиковец, ул. Рабочая, 35